# Borivoj Galić
Borivoj Galić (Sarajevo, 1938. – Sarajevo, 2017.) bio je profesor fizičke i primijenjene kemije na Prirodno-matematičkom fakultetu u Sarajevu i reprezentativac bivše Jugoslavenske rukometne reprezentacije, dugogodišnji branič Rukometnog kluba Bosna.

## Životopis
Borivoj-Boro Galić rođen je u Sarajevu 1938. godine. U rodnom gradu je stekao i osnovno i srednje (gimnazijsko) i visoko obrazovanje (Prirodno-matematički fakultet u Sarajevu). Umro je u Sarajevu, od melanoma, 20. studenog 2017.
Na matičnom fakultetu je i započeo i završio plodnu nastavno-znanstvenu i znanstvenoistraživačku karijeru: 1964. godine kao asistent, a zatim docent i profesor. Njegov magistarski i doktorski rad usmjerili su ga u područje fizičke kemije u kojem je ostvario svoj puni radni i profesorski potencijal. Njegov rad je u značajnoj mjeri bio usmjeren na primjenu znanstvenih pristupa u razvoju industrije, što je rezultiralo i brojnim nagradama i društvenim priznanjima. Prestižnom bosanskohercegovačkom nagradom “27. juli” odlikovan je 1984. godine. 
Profesor Galić ostao je istraživački entuzijast i nakon odlaska u mirovinu, kada s velikom strašću započinje i rukovodi istraživanjima bioaktivnosti dipotasiumtrioksohidroksitetrafluorotriborata  K2(B3O3F4OH), potencijalnog terapeutika za više promjena na koži. Ova istraživanja su od 2011. godine rezultirala brojnim, priznatim bibliografskim jedinicama. Svoj entuzijazam i istraživačku energiju nesebično je prenio na više mladih kemičara i biologa s kojima je svakodnevno surađivao. Razvio je i izvorne procedure za ekstrakciju plemenitih metala (platine, zlata, srebra, radona) iz sekundarnih sirovina, različite izvorne namjene.
Profesor Galić, kao veliki znanstveik, izvrstan predavač i praktičar, svojom kreativnom moći i stalnom podrškom motivirao je brojne studente, kolege i suradnike koji nastoje očuvati njegov istraživački žar. Mnogi njegovi akademski nasljednici već su ostvarili značajne znanstvene karijere u zemlji i šire. Stalna znanstvena znatiželja i nemiran istraživački duh profesora Galića, kao i njegov originalni smisao za humor, te nesebična podrška i prijateljstvo će zasigurno nedostajati znanstvenoj zajednici u Bosni i Hercegovini.
Tijekom svoje karijere obnašao je niz različitih rukovodećih dužnosti na Prirodno-matematičkom fakultetu Sveučilišta u Sarajevu, kao što su Šef Odsjeka za kemiju, prodekan i sl. Od samog osnutka Centra/Instituta za genetičko inženjerstvo i biotehnologiju, profesor Galić je bio suradnik i dužnosnik najviših organa, uključujući i Upravni odbor Konzorcija za genetičko inženjerstvo i biotehnologiju. Bio je predsjednik i član Savjeta Centra i Nadzornog odbora Instituta u više mandata te član Znanstvenog vijeća.